# Schlacht von Cornus
Saguntum – Lilybaeum II – Rhone – Ticinus – Trebia – Cissa – Trasimenischer See – Ager Falernus – Geronium – Cannae – Nola I – Nola II – Ibera – Cornus – Nola III – Beneventum I – Syrakus – Tarentum I – Capua I – Beneventum II – Silarus – Herdonia I – Obere Baetis – Capua II – Herdonia II – Numistro – Asculum – Tarentum II – Neu Karthago – Baecula – Grumentum – Metaurus – Ilipa – Crotona – Große Felder – Cirta – Zama
Koordinaten: 40° 5′ 36″ N, 8° 30′ 29″ O
Die Schlacht von Cornus war ein Gefecht zwischen Römern und Karthagern, das 215 v. Chr. auf Sardinien stattfand. Das Schlachtfeld lag nahe der Westküste, bei Cornus, in der Provinz Oristano rund 30 Kilometer nördlich von Oristano. 

## Vorgeschichte
Hampsicora kam mit einer karthagischen Armee nach Sardinien, um dort Söldner anzuheuern. Der eigentliche Grund war aber ein Aufstand der Sarden gegen die Römer. Sie waren von der Niederlage Roms im Zweiten Punischen Krieg überzeugt und wollten sich auf die Seite des Gewinners stellen. Hampsicora wollte mit dem neuen Heer auf die Apenninenhalbinsel übersetzen, um Hannibal bei der Eroberung Italiens zu helfen. Der römische Feldherr Titus Manlius Torquatus, der den erkrankten Prätor vertrat, hatte indessen neue Legionäre auf die Insel gebracht, wodurch die Zahl der römischen Streitkräfte auf 20.000 Mann stieg.
Zwischenzeitlich waren die Karthager nach Caralis marschiert und hatten römische Dörfer angegriffen. Als Reaktion darauf griffen die Römer das karthagische Heer bei Cornus an.

## Die Schlacht
Die Karthager hatten früh von der Ankunft der Römer erfahren und verschanzten sich. Es folgten mehrere Tage kleinerer Gefechte, ohne dass sich die beiden Heere in einer Feldschlacht gegenüberstanden. Als die Römer vor den Toren des Lagers standen, griffen die Karthager an. Eine Kavallerieeinheit konnte sich an einer Flanke durchschlagen und in den Kern des Heeres eindringen, was Hiostos das Leben kostete. Nun griff die Infanterie der Römer an und schlug die Karthager in die Flucht. Hampsicora floh, der Rest des Heeres wurde gefangen genommen.

## Folgen
Hampsicora beging nach der Niederlage Selbstmord. Die Schlacht von Cornus war in diesem Krieg das letzte Gefecht auf sardischem Boden.
Der eigentliche Sieg der Römer in dieser Schlacht war die Niederwerfung des Aufstandes. Dadurch war die Lebensmittelversorgung Italiens gesichert, wodurch weitere Aktionen im Zweiten Punischen Krieg möglich wurden.